# Dolní Chrudimka
Dolní Chrudimka este o arie protejată (arie specială de conservare — SAC, sit de importanță comunitară — SCI) din Republica Cehă întinsă pe o suprafață de 65,58 ha, integral pe uscat.

## Localizare
Centrul sitului Dolní Chrudimka este situat la coordonatele 50°00′02″N 15°51′28″E / 50.000556°N 15.857778°E.

## Înființare
Situl Dolní Chrudimka a fost declarat sit de importanță comunitară în noiembrie 2009 pentru a proteja 1 specie de animale. Situl a fost protejat și ca arie specială de conservare în octombrie 2020.

## Biodiversitate
Situată în ecoregiunea continentală, aria protejată conține 1 habitat natural: Cursuri de apă de la nivel de câmpie la nivel montan, cu vegetație Ranunculion fluitantis și Callitricho-Batrachion.
La baza desemnării sitului se află o specie protejată de  nevertebrate: Ophiogomphus cecilia.